# Rustoord (Nijmegen)

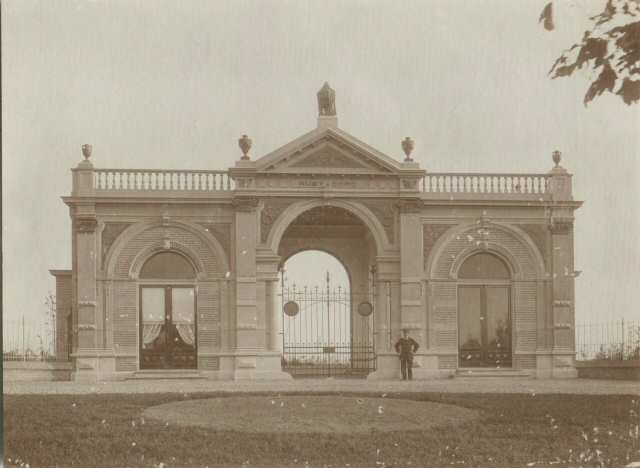
Poortgebouw Rustoord in 1897

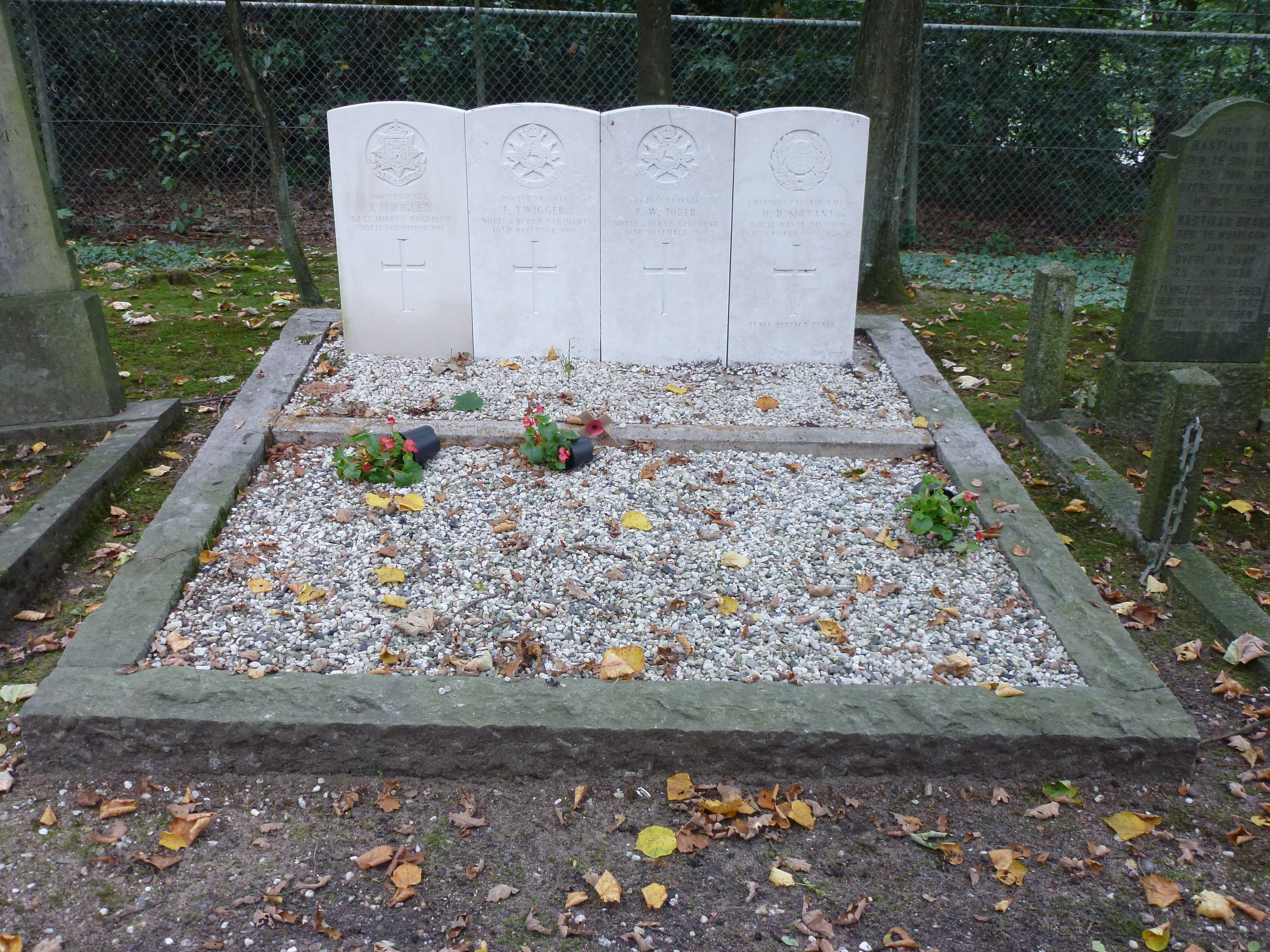
Oorlogsgraven

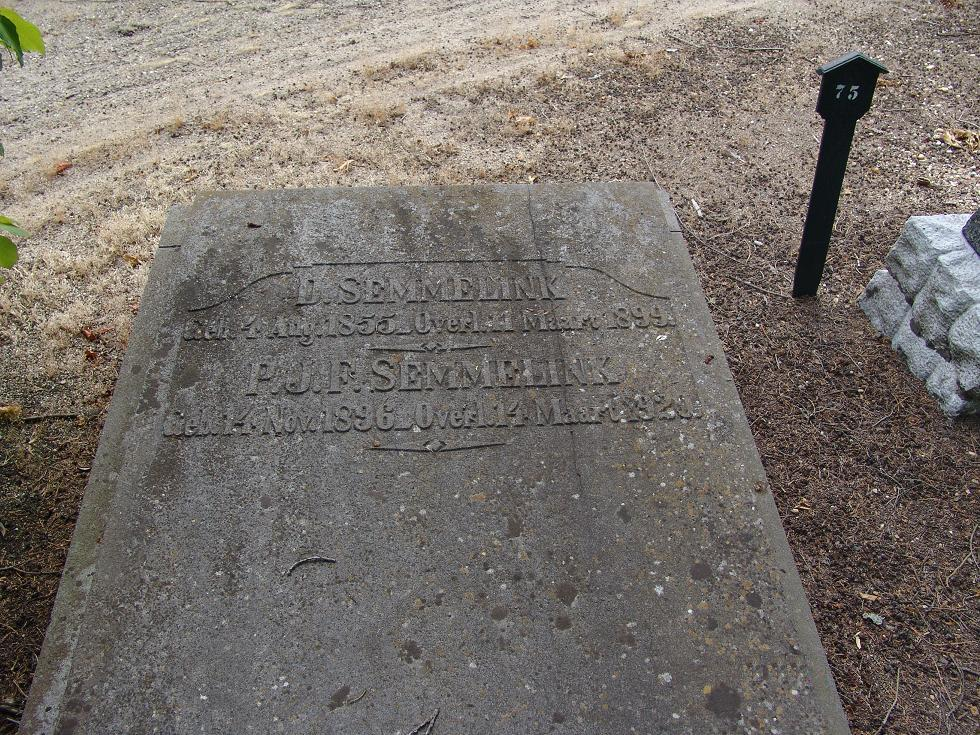
Graf Semmelink

Rustoord is een begraafplaats en rouwcentrum aan de Postweg in de Nederlandse stad Nijmegen. Karakteristiek voor dit kerkhof is het poortgebouw in neoclassicistische stijl, ontworpen door W.J. Maurits en A. Wijers. 
Rustoord werd op 26 juli 1897 geopend en sindsdien is het de rustplek van vele bekende Nijmegenaren. 

## Geschiedenis
In 1895 kreeg de Nederlands Hervormde gemeente Nijmegen van de toen zelfstandige gemeente Groesbeek toestemming om aan de Kwakkenbergweg een begraafplaats aan te leggen. Het grondgebied van de wijk Kwakkenberg lag tot 1 januari 1915 in gemeente Groesbeek. Begraafplaats Rustoord werd op 26 juli 1897 officieel in gebruik genomen.   
Door gemeentelijke herindelingen in het gebied rond Berg en Dal, Groesbeek en Nijmegen werd op 1 januari 1915 het grootste deel van de Kwakkenberg, waaronder ook begraafplaats Rustoord, bij Nijmegen gevoegd. Rustoord lag per die datum daardoor in Nijmegen-Oost, die locatie was Postweg genaamd.  
In de Tweede Wereldoorlog werden op Heldenfriedhof Rustoord zo'n tweehonderd Duitsers, veelal militairen, alsook Nederlandse collaborateurs begraven, waaronder de Nijmeegse politiecommissaris en SS'er Anton van Dijk. Op 14 maart 1943 werd op het Heldenfriedhof een Heldengedenktag gehouden. In 1950 werden al deze lichamen herbegraven op de Duitse militaire begraafplaats in Ysselsteyn.
In 1977 kwam de begraafplaats onder bestuur van de Stichting Rouwcentrum en Begraafplaats Rustoord. Per 7 januari 1978 werd Rustoord een algemene begraafplaats.
Dicht bij de tweede ingang van Rustoord, aan de Kwakkenbergweg, bevindt zich het ‘Monument voor het nooit verloren kind’ dat dateert uit 2004. Hier kan men monumentjes in de vorm van een vlinder of vergeet-me-nietje plaatsen ter nagedachtenis aan kinderen die om wat voor reden dan ook nooit een begrafenis hebben gehad. In 2009 is daar een zitbank geplaatst waarop het gedicht  ‘Schemerleven’ door toenmalig stadsdichter Jaap Robben is aangebracht.

## De begraafplaats
Nu zijn er ruim zesduizend graven van mensen met verschillende religies en nationaliteiten. Van oorsprong was Rustoord een protestants-christelijke begraafplaats. Later werd ze deel van uitvaartonderneming Monuta. Kenmerkend voor Rustoord is het groene karakter van de begraafplaats.

## Begraven
Op begraafplaats Rustoord is keuze in algemene graven, huurgraven (voor verschillende periodes) en koopgraven. Grafmonumenten mogen nabestaanden persoonlijk vormgeven. Er is ook een speciale plek voor kindergrafven. Ouders hebben hier de vrijheid om de vorm en aankleding van het graf aan te passen aan het overleden kind. 

## Bovengronds begraven
Op begraafplaats Rustoord is het, als een van de weinige begraafplaatsen in Nederland, sinds 2007 mogelijk om bovengronds begraven te worden. Het bovengrondse graf bevindt zich in een aarden wal.

## Asbestemming
Voor asbestemming heeft de begraafplaats speciale urnentuintjes, urnenkelders, het ornamentenveld, cappella’s en een strooiveld. De urn kan ook in een bestaand graf (bij)geplaatst worden. 

## Graven van bekende personen
- Cornelis Rudolphus Theodorus Krayenhoff (1758-1840), natuurkundige, arts, generaal, waterbouwkundige, cartograaf en minister van oorlog
- Derk Semmelink (1855-1899), architect
- Hendrik Pieter Martinus Willem van der Wedden (1847-1899), kapitein KNIL, burgemeester van Hurwenen
- Barend ter Haar (1831-1902), letterkundige
- Johannes Hendrikus Graadt van Roggen (1831-1902), lid commissie voor de uitleg van de stad Nijmegen
- Betsy Perk (1833-1906), schrijfster van historische romans en toneelstukken
- Abraham Faure Beeckman (1832-1908), ridder Militaire Willems-Orde, Eresabel
- Wilhelmus Johannes Maurits (1856-1913), architect
- Gijsbertus Godefriedus Johannes Notten (1850-1913), kolonel
- Johannes van 't Lindenhout (1893-1916), dichter
- Claas Noorduijn (1823-1916), geneesheer-directeur van het Wilhelminaziekenhuis te Nijmegen
- Herman Diederik Joan van Schevichaven (1826-1918), auteur van boeken over Nijmeegse historie (pseudoniem Jacob Larwood)
- Arnoldus Burchard Adolphus Quack (1842-1920), wethouder van gemeente Nijmegen van 1902 tot 1919 (zie Quack-monument)
- Catharina Cool (1874-1928), mycoloog
- Peter Hermanus van der Wedden (1852-1929), ridder Militaire Willems-Orde
- Adrienne Cornelder-Doffegnies (1865-1937), schilder
- Adriaan Leonard Klerk de Reus (1856-1941), luitenant-generaal
- Augusta Peaux (1859-1944), dichter
- Rely Jorritsma (1905-1952), dichter, schrijver
- Adriaan Litzroth (1953-1999), schrijver, kunstschilder, illustrator
- Theo Eikmans, Graodus fan Nimwegen (1921-2000), volkszanger, buutreedner
- Marinus van der Goes van Naters (1900-2005), advocaat, natuurbeschermer, politicus
- Wout Pennings (1950-2014), popgitarist
- Hans van Delft (1946-2020), ondernemer, voorzitter van N.E.C.